# Errol Refos
Errol Refos (Paramaribo, 19 maart 1970) is een Surinaams-Nederlands voormalig profvoetballer.
Refos kwam in 1983 naar Nederland en begon zijn loopbaan als verdediger bij SBV Excelsior. Zijn grootste successen behaalde hij bij Feyenoord waarmee hij in 1993 landskampioen werd en in 1994 en 1995 de KNVB beker won. Refos speelde in Nederland in totaal 255 wedstrijden waarin hij twee doelpunten maakte.
Hij speelde tweemaal voor Jong Oranje en eenmaal voor het Nederlands olympisch voetbalelftal. Vanaf 2012 was hij werkzaam voor de Feyenoord Soccer Scools.
Refos kwam begin 1995 in opspraak na discriminerende opmerkingen over vrouwen en homo's in 'De krant van Feyenoord'. Refos betuigde hierover spijt en werd door Feyenoord berispt. Aan het begin van zijn loopbaan was Refos daarnaast ook werkzaam als beroepsmilitair.

## Loopbaan[6]
- 1987/89  SBV Excelsior
- 1989/91  SVV
- 1991/92  SVV/Dordrecht'90
- 1992/95  Feyenoord
- 1995/98  FC Utrecht
- 1998/99  Telstar
- 1999/00  Wuppertaler SV Borussia
- 2000/01  vv Heerjansdam (amateurs)
- 2001/02  Spartaan 1920 (amateurs)